# Ruschiella argentea
Ruschiella argentea är en isörtsväxtart som först beskrevs av Harriet Margaret Louisa Bolus, och fick sitt nu gällande namn av Klak. Ruschiella argentea ingår i släktet Ruschiella och familjen isörtsväxter. Inga underarter finns listade i Catalogue of Life.